# Mihiro Sato
Mihiro Sato (japanisch 佐藤 海宏 Sato Mihiro; * 26. Februar 2007 in der Präfektur Ibaraki) ist ein japanischer Fußballspieler.

## Karriere

### Verein
Mihiro Sato erlernte das Fußballspielen in der Jugend der Kashima Antlers. Hier unterschrieb er im Februar 2025 auch seinen ersten Vertrag. Der Verein aus Kashima spielt in der ersten Liga, der J1 League. Sein Erstligadebüt gab Mihiro Sato am 22. Februar 2025 (2. Spieltag) im Heimspiel gegen Tokyo Verdy. Bei dem 4:0-Erfolg wurde er in der 87. Minute für Kōki Anzai eingewechselt.

### Nationalmannschaft
Mihiro Sato spielte 2024 zweimal in der japanischen U18-Nationalmannschaft.